# Oh No, Ross and Carrie!
Oh No, Ross & Carrie! est un podcast sceptique américain. Il est produit à Los Angeles par le réseau Maximum Fun.
Les deux présentateurs, Ross Blocher et Carrie Poppy, enquêtent sur les revendications faites par divers mouvements religieux et spirituels, de fringe science ou encore liés au paranormal aux États-Unis, en intégrant personnellement ces derniers. Ils rendent ensuite compte de leurs expériences et donnent leurs conclusions au cours de l'émission.
La devise de l'émission est « Lorsqu'ils s'en réclament, on y va pour que vous n'ayez pas à le faire ».

## Historique

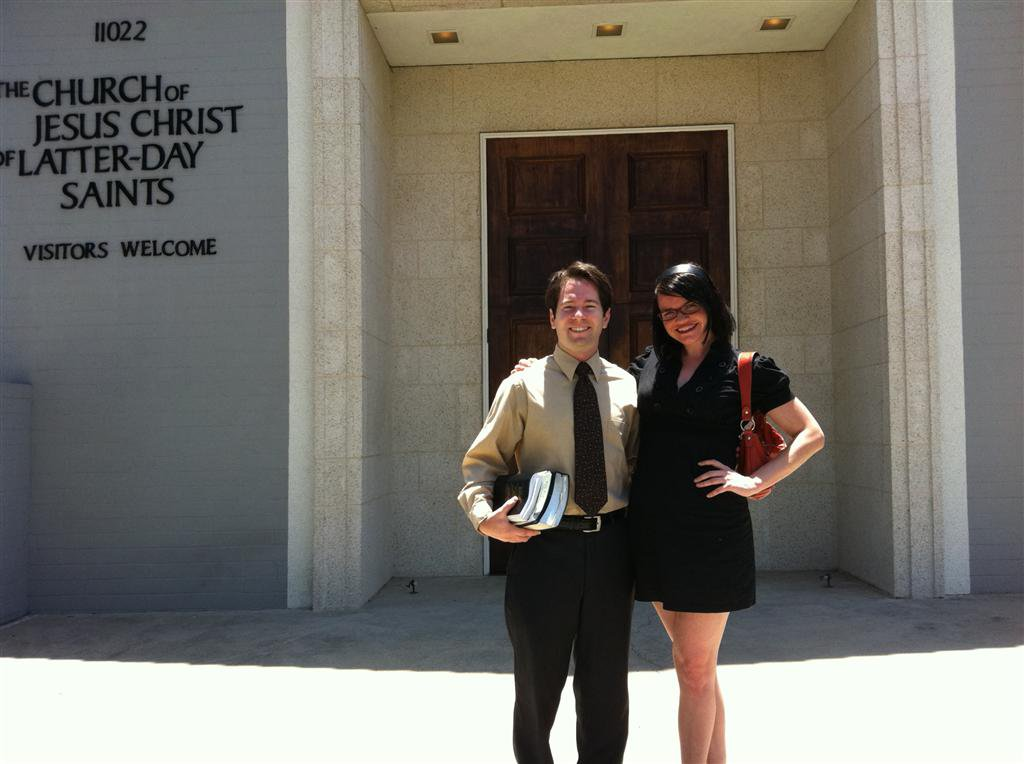
Ross et Carrie en face de l'Église de LDS en 2011.

Les présentateurs, Ross Blocher et Carrie Poppy, se sont rencontrés dans un club de lecture au Center for Inquiry, où ils se sont découvert une passion commune pour Les Simpson ainsi que par « la religion et le fringe science ». Ils ont ainsi assisté ensemble à une réunion du Centre de la Kabbale à Los Angeles et analysé les affirmations de cette dernière. Cette expérience les a inspiré pour démarrer leur propre podcast autour de ces enquêtes.
Le premier épisode a été publié le 10 mars 2011. Produit de façon indépendante, le podcast rejoint le réseau Maximum Fun en janvier 2014. Il est financé par les dons des auditeurs.
Depuis le démarrage de l'émission, Ross et Carrie ont investigué de nombreux groupes religieux, les affirmations de la fringe science, ainsi que des procédés de médecine alternative. On retrouve ainsi dans leurs sujets : le Mormonisme, la radiesthésie, et le Reiki.
Le podcast a été classé parmi les 100 meilleurs podcasts sur iTunes en Australie, au Canada, au Royaume-Uni, et aux États-Unis. Le classement le plus élevé qu'il a obtenu dans chaque pays est #30 en Australie, #28 au Canada, no 93 au royaume-Uni, et #36 aux États-Unis. Il a également été l'un des podcasts les plus téléchargés sur iTunes dans la catégorie Religion et la Spiritualité atteignant la 11e place en février 2014.

## Format
La plupart des épisodes de ONRC s'articulent autour des expériences effectuées pendant des enquêtes, mais d'autres sont basés sur des entretiens avec des invités.
Les enquêtes sont généralement effectuées dans la région de Los Angeles, bien que certaines aient eu lieu dans d'autres régions de la Californie et de l'Arizona. Les animateurs préparent généralement leurs enquêtes avec des recherches de fonds assister à des réunions ou des sessions ayant fait un peu de fond de la recherche afin d'avoir une idée de ce que la personne moyenne serait de l'expérience. Ils effectuent les enquêtes d'infiltration et de ne révélant qu'ils sont journalistes que si la question leur est posée.
Lors d'une enquête sur l'ordre des Templiers d'Orient, ils ont néanmoins utilisé des noms d'emprunt afin de protéger leur identité. Certaines enquêtes, plus longues sont réparties sur plusieurs épisodes.
Les hôtes ont été jusqu'à être baptisé dans l'Église de Jésus-Christ des saints des derniers jours et dans la religion raëlienne afin de pouvoir complètement explorer les enseignements de ces religions. Carrie a également été certifiée en tant que guérisseur Reiki dans le cadre d'une enquête.
À la fin de chaque enquête, les niveaux de pseudoscience, d'effrayance, de danger, et de coût sont évalués par une note sur 10.
L'émission est produite par Ian Kremer, et le thème de la musique a été composé Brian Keith Dalton.

## L'enquête sur la scientologie
À partir de février 2016, l'émission diffuse les neuf épisodes d'une série sur l'Église de Scientologie. Au cours du 1er épisode, ils révèlent que la scientologie est un des sujets qui leur a été le plus demandé par leurs auditeurs. Cette série d'épisodes a été recommandée par le journal britannique The Guardian, ainsi que par les magazines A.V. Club, Boing Boing et SplitSider,.

## Invités spéciaux
En plus des épisodes d'enquêtes, Ross et Carrie ont aussi reçu des invités ayant une relation ou une expertise dans le domaine des enquêtes en cours.
- Brian Keith Dalton, producteur de Mr. Deity
- Mark Edward, mentaliste et artiste médium
- Emery Emery, comédien et animateur de podcast
- Roger Nygard, réalisateur
- Don Prothero, paléontologue
- Eugenie Scott, anthropologue et avocate de la théorie de l'évolution aux États-Unis
- Susan Gerbic, militante scepticisme scientifique[15]

## Animateurs
Ross Dwain Blocher vit dans la région de Los Angeles. Il travaille pour Walt Disney Animation Studios et est diplômé de l'Université de Woodbury[source insuffisante]. Il a travaillé sur des films tels que Les Simpson, le film, La Princesse et la Grenouille et La Reine des Neiges. Blocher enquête également auprès du groupe Independent Investigations Group. Ses deux parents étaient professeurs de mathématiques.
Carrie Poppy est une écrivaine et actrice vivant à Los Angeles. Elle a étudié le théâtre et la philosophie à l'Université du Pacifique, et à ensuite étudié l'improvisation et la comédie à The Groundlings. Elle a travaillé à la James Randi Educational Foundation et écrit actuellement une rubrique pour le Skeptical Inquirer magazine. Elle est végétarienne et engagée dans la défense des droits des animaux.
Blocher et Poppy sont tous deux d'anciens chrétiens évangéliques.
Ross et Carrie ont présentés un atelier sur les techniques d'enquête, aux côtés des animateurs du MonsterTalk podcast lors du Amaz!ng Meeting en 2012[source insuffisante]. Lors de cette même réunion, Poppy a présenté une conférence sur l'importance d'utiliser un langage inclusif afin de toucher les gens ayant des différentes des siennes.